# Eugène Le Roux
Pour les articles homonymes, voir Le Roux.
Eugène Le Roux est un homme politique français né le 26 octobre 1871 à Tours (Indre-et-Loire) et décédé le 26 mai 1958 à Nantes (Loire-Atlantique).
- Adjoint au maire de Nantes et conseiller général du 7e canton de Nantes de 1925 à 1940.

- Député SFIO de Loire-Inférieure de 1932 à 1940

## Sources
- « Eugène Le Roux », dans le Dictionnaire des parlementaires français (1889-1940), sous la direction de Jean Jolly, PUF, 1960 [détail de l’édition]
- 'Leroux Eugène, Alexis", dans Le Maitron